# 維珍航空

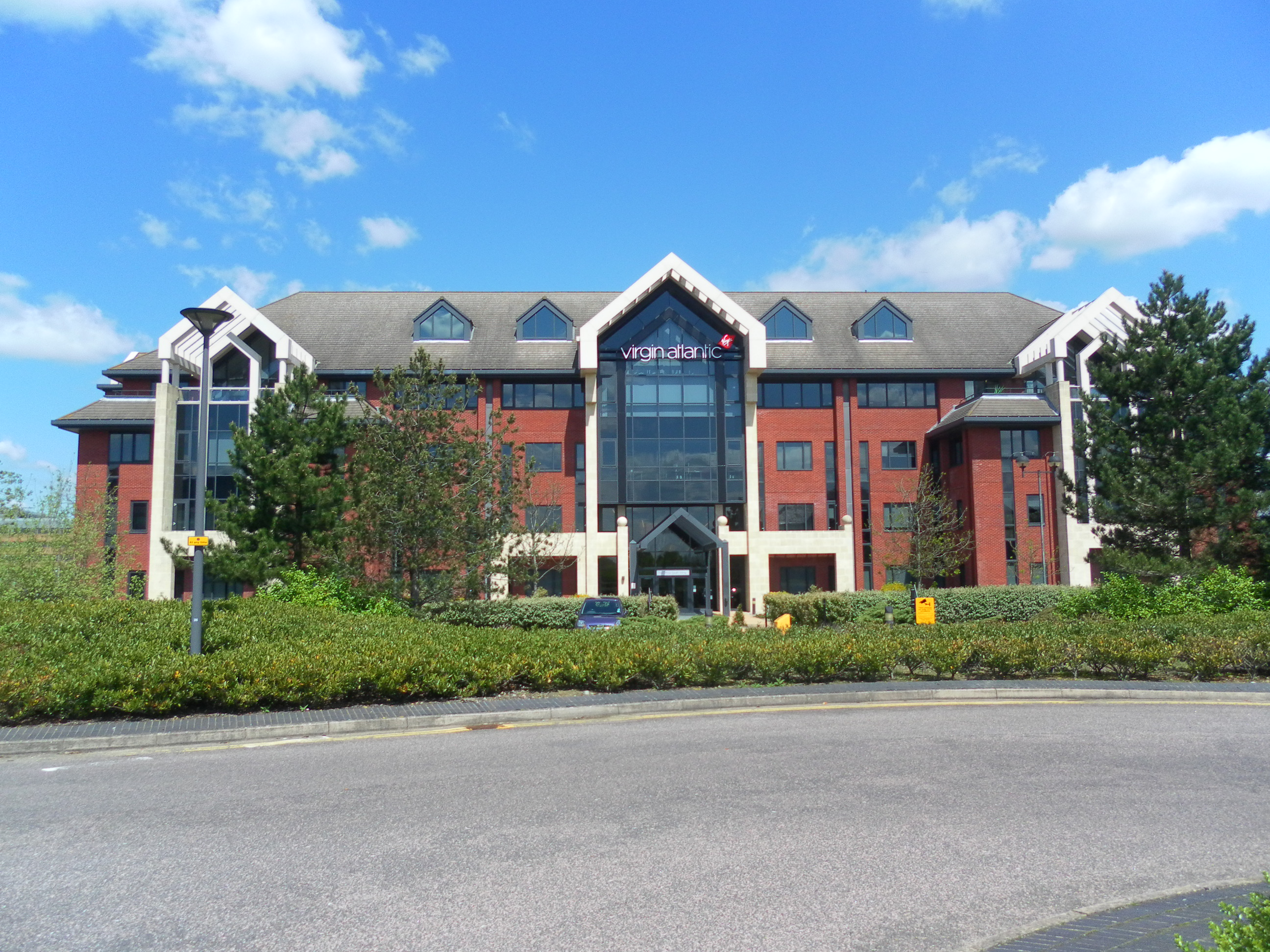
維珍航空總部—The Office

維珍航空（英語：Virgin Atlantic Airways，或譯維珍大西洋航空）於1984年成立，是英國一家航空公司，提供來往英國的洲際長途航空服務。達美航空和維珍集團分别擁有49%及51%股權。

## 歷史

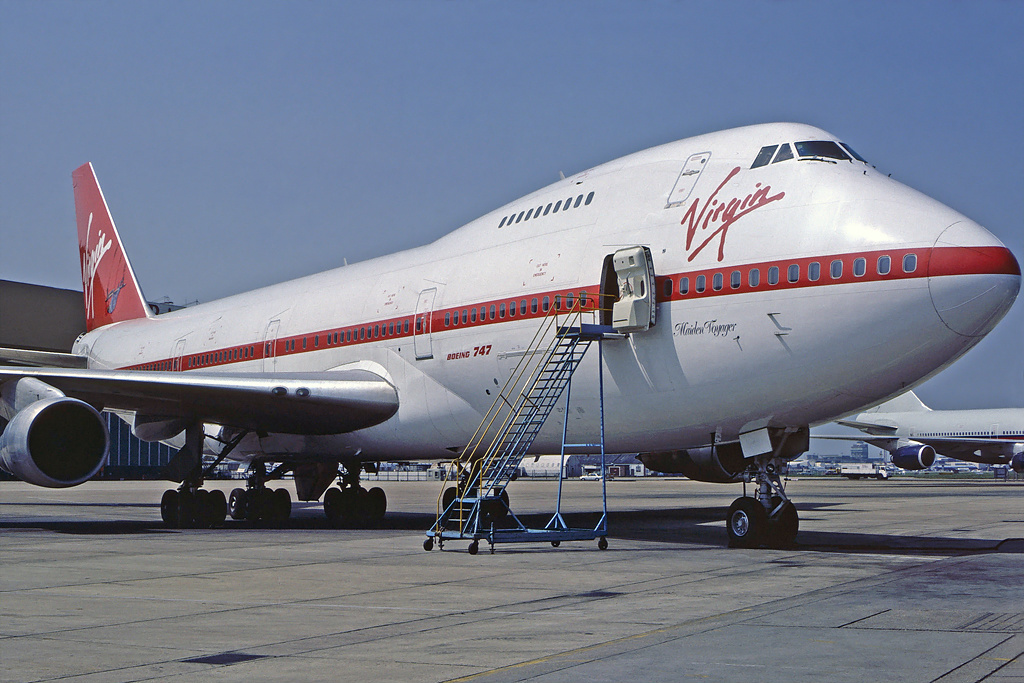
維珍航空首架飛機—波音747-200（註冊編號：G-VIRG）

美國律師藍道夫·費爾茲（Randolph Fields）和前萊克航空（Laker Airways）的首席機長亞倫·希拉蕊（Alan Hellary）在1982年創立了英國大西洋航空，用以繼承已結業的萊克航空的業務。在福克蘭群島戰爭結束之後，費爾茲認為福克蘭群島是一個理想的航點，欲經營福克蘭群島-倫敦航線，而希拉蕊則努力游說前萊克航空員工回英國大西洋航空工作。鑑於該島的機場跑道太短，不宜大型客機進行升降，因此放棄了該計劃。他們轉而申請經營紐約-倫敦航線，但受到英國金獅航空和英國機場管理局反對而使計劃夭折。
兩次航線經營的失敗後，他們申請了經營紐約-倫敦航線，打算以一架載客量達380人的DC-10執行該航線。不過，受到以紐華克自由國際機場為基地的競爭對手人民快運航空（PEOPLExpress）的威脅，他們決定籌集更多的資金後再開始經營業務。
在1984年，雷道夫·費爾茲詢問維珍集團創辦人理察·布蘭森（Richard Branson）有沒有興趣合夥創立一家飛越大西洋的航空公司。布蘭森對這個提議深感興趣，他先打電話給人民快運航空的訂位部門，卻發現電話線十分忙碌，無法與該航空公司的員工通話。布蘭森認為這家公司的管理很糟糕，能夠輕易擊敗，不然就是顧客多得無法應付。後來，布蘭森打電話給波音公司，試探能否租到一架波音747客機，為期一年，到最後波音公司答應了。不久之後，英國大西洋航空更名為維珍航空，成為維珍集團的附屬公司。
1984年6月，維珍航空接收一架波音747-200客機，隨後正式投入服務。在1986年，第二架波音747-200交付，隨即開通了倫敦-邁阿密航線，之後又開通更多新的航線。可是，維珍航空初期發展並不順利。由於英美的競爭對手打壓，布蘭森爵士甚至要變賣部份音樂業務以支持維珍航空發展。
在2000年，維珍航空宣佈訂購6架空中巴士A340，並擁有6架選購權。在2002年，維珍航空成為全球首間使用A340-600客機的航空公司；在2003年，維珍航空的年客運量高達380萬人次。；在2004年，於美國成立維珍美國航空，是一間廉價航空公司，以發展美國內陸航線。在2008年2月24日，維珍航空的其中一架波音747的其中一台發動機使用生物燃料驅動，成為全球首個使用生物燃料驅動的客機。
2012年12月11日，達美航空以3.6億美元（約28.08億港元）收購新加坡航空所持有的維珍航空49%股權，而達美表示將與維珍航空組建一家合資公司運營跨大西洋航線，尚需歐美監管機構批准。維珍航空截至2012年2月虧損8,020萬英鎊。
2013年3月31日，維珍航空使用4架租自愛爾蘭航空的空中巴士A320開辦倫敦往阿伯丁、曼徹斯特、愛丁堡的英國國內航線，命名為“Little Red”。因為Little Red 航線未能達至預期收支平衡，故此於2015年9月26日完成最後阿伯丁航班後不再營運國內航線。
2016年, 維珍航空稅前收益23.0萬英鎊。並於同年宣佈購入12架空中巴士A350-1000以進一步更新機隊及減少碳排放。
2019年9月, 維珍航空因湯瑪士·庫克航空突然結束營運，大幅度提高由曼徹斯特機場出發國際航班的載力。
2020年2月, 維珍航空宣佈擴大與法荷航集團合作共營航班及擴大其飛行會會員積分互換。
2020年5月，受到2019冠状病毒病疫情影響，維珍航空宣布裁員3150名員工，相當於總數的1/3。及進一步調整運力, 把倫敦航班暫時集中至希斯羅機場增強航班接駁並暫時關閉以格域機場作基地。並因應疫情，全面暫停全球所有客運航班。
2020年7月，宣布計劃重啟客運航班，從倫敦希思路機場飛往香港、紐約肯尼迪國際機場和洛杉磯的航班將於 2020 年 7 月 20 日及 21 日重新恢復並提供多項措施減低疫情風險。於8月再重啟17個額外的航點。同時，該航空公司亦繼續運營純貨運航班，以保持全球供應鏈的正常運轉並在世界各地運輸必需品。包括與英國衛生部NHS，每周為英國醫療團隊運送緊急醫療用品，迄今為止，該航空公司已將超過 4400 萬件 PPE 從中國運往英國。
2020年8月，作為12 億英鎊私人融資計劃的一部分，維珍航空於 2020 年 8 月 4 日在紐約申請第 15 章破產保護。維珍航空已於同年9月4日宣布完成對航空公司及其度假業務的 12 億英鎊私人償付能力資本重組。 其重組計劃已根據 2006 年英國公司法第 26A 部分獲得英國高等法院的批准，並在美國法院得到正式承認。 為公司繼續努力擺脫 Covid-19 危機，成為可持續盈利的航空公司鋪平了道路。
2020年10月, 該航空公司成為英國第一家在飛行前為機組人員和飛行員引入 Covid-19 飛行前測試的英國航空公司。 該航空公司於 9 月 30 日在飛往上海和香港的航班上推出，並計劃於 10 月起將試驗擴展到巴巴多斯及其他指定航線，然後再廣泛地推出為所有出發前往不同目的地的機組人員進行每月最少一次Covid-19測試，希望採取一切預防措施來保護其客戶和人員的健康。
2020年12月，維珍航空為其波音747舉辦一次特別的告別活動。隨著航空公司的上一代機隊退役，更年輕及可持續的 A350-1000 和 B787-9 機隊將代替成為其主力機型，維珍航空允許粉絲在天空女王號內進行最後一次參觀。 12 月 12 日在該航空公司的希思路機場機庫舉辦，遊客將體驗一次完整的飛機之旅，在那裡遊客可以深入甲板下探索公眾很少看到的飛機區域，並享受一頓豐盛的三道菜機上餐。 門票銷售收入將捐贈給慈善機構 The Trussell Trust。
2023年3月2日，正式加入天合聯盟。

## 機隊

### 現役機隊

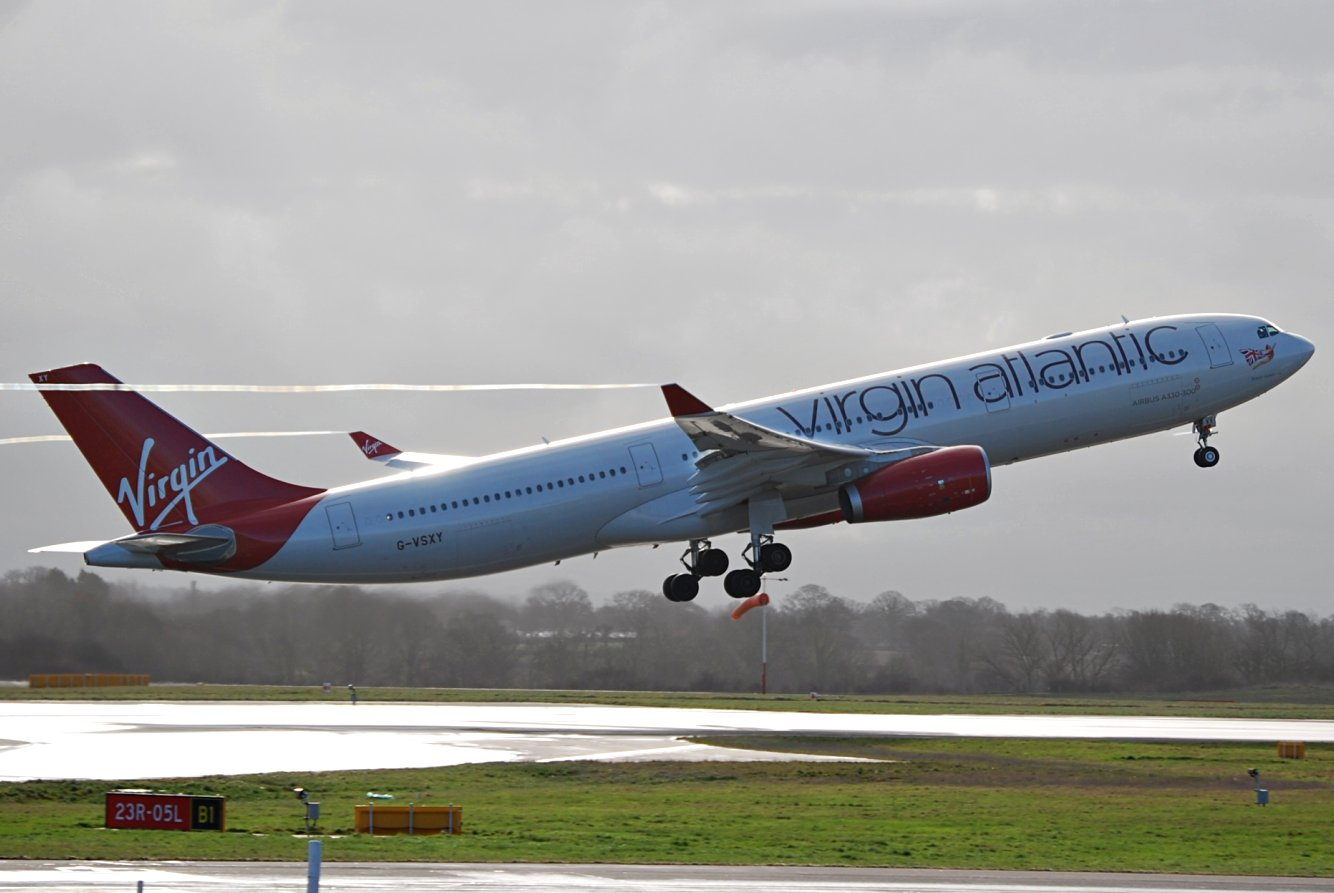
空中巴士A330-300

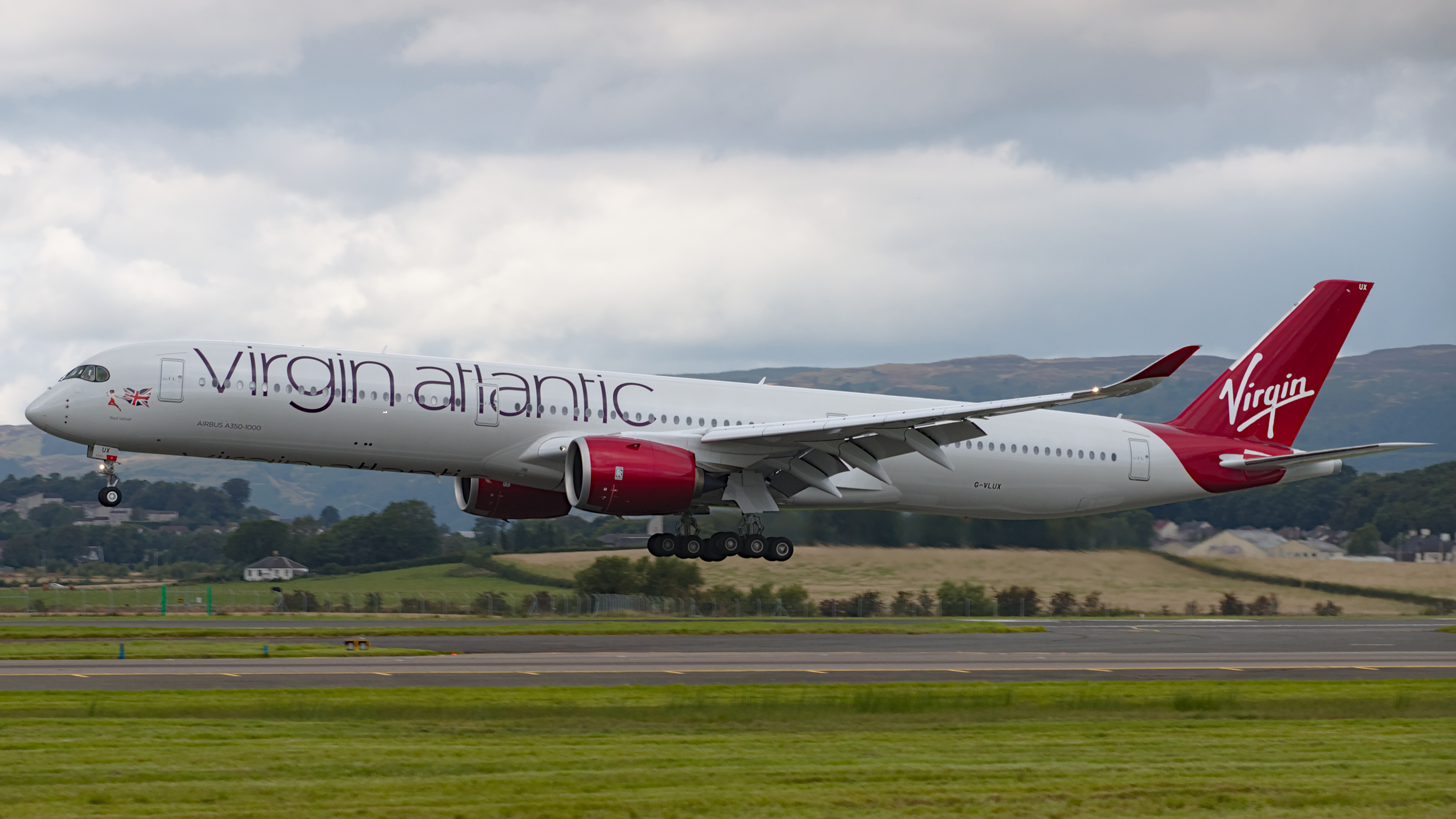
空中巴士A350-1000

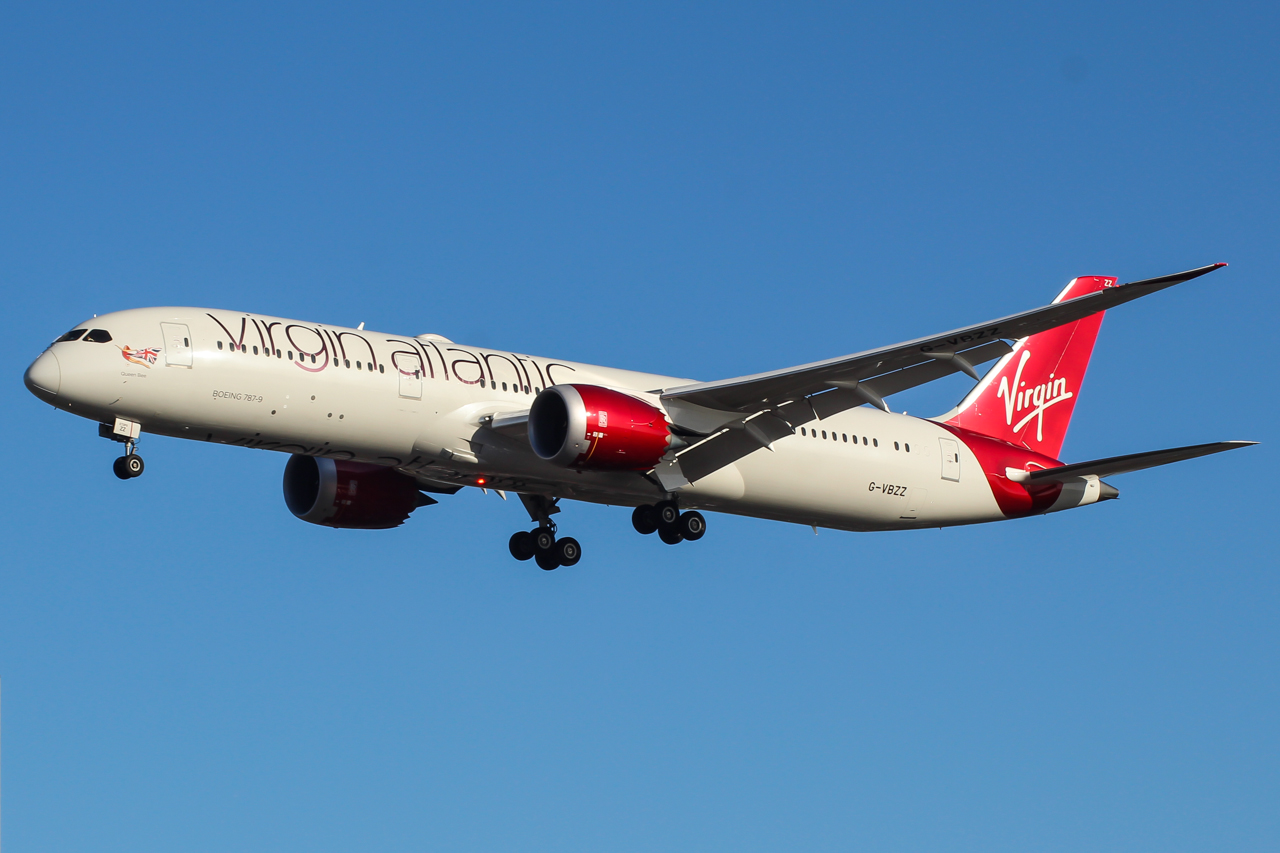
波音787-9

截至2024年5月，維珍航空機隊平均機齡約7.3年，現役機隊如下：

### 已退役機型
- 空中巴士A320-200（服役期：1995－2000年，2013－2015年）
- 空中巴士A321-200（服役期：2000－2001年）
- 空中巴士A330-200（服役期：2018－2022年）前柏林航空機隊
- 空中巴士A340-300（服役期：1993－2015年）
- 空中巴士A340-600（服役期：2002－2020年）
- 波音747–100         （服役期：1990－2000年）
- 波音747–200         （服役期：1984－2005年）
- 波音747- 400         （服役期：1994－2020年）
- 波音767–300ER       （服役期：1996－1997年）

- 已退役 空中巴士A320-200
- 已退役 空中巴士A340-600
- 已退役 波音747-400
- 已退役 波音767–300ER

## 航點

### 代碼共享
維珍航空與以下航空公司實行代碼共享：
天合联盟成員
- 墨西哥國際航空
- 法國航空
- 中華航空
- 中国东方航空[6]
- 達美航空[7]
- 荷蘭皇家航空
- 大韓航空
- 肯亞航空
- 北欧航空
- 上海航空

其他航空公司
- 新西蘭航空（星空聯盟）
- 維珍澳洲航空
- 高爾航空
- 新加坡航空（星空聯盟）
- 西捷航空

## 口號

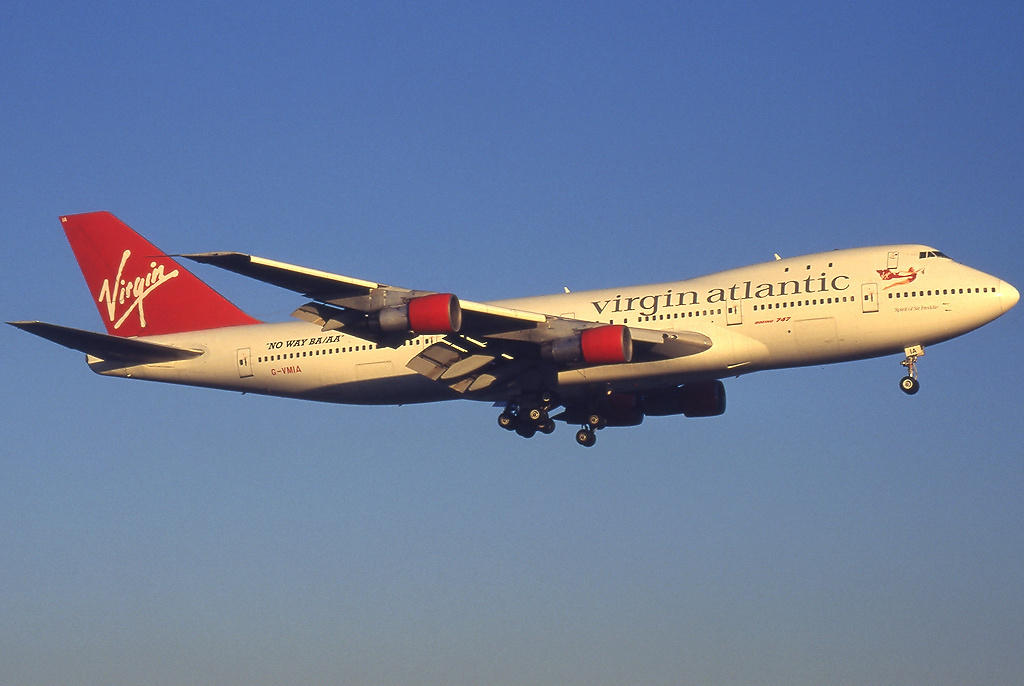
1997年維珍航空一架寫有“No way BA/AA”字樣的波音747-100

維珍航空的口號會隨不同的局勢而改變，主要是挖苦對手，例如：
No Way BA/AA（英航和美航，没门）
主要是在抗議美國航空（AA）和英國航空（BA）計劃合併，將會壟斷北大西洋航線的市場。也是使用時間最長的口號，於1990年代末提出，2008年9月在英國航空、西班牙國家航空和美國航空提議合併時再次提出。
Britains Flag Carrier（英国载旗者）
當時英國航空正在使用四海一家塗裝，維珍航空將英國國旗噴繪在其飛機的翼尖小翼上，以表明「載旗航空公司」這一稱號。
Mine's Bigger Than Yours
當時維珍航空是首個使用機身最長的客機A340-600的航空公司，此口號是向其競爭對手道出「我擁有的比你大」。
4 Engines 4 Longhaul（四发引擎为长程飞行而生）
空中巴士公司原本以此作為口號，但後來被維珍航空所採用，目的是用自己擁有四發動機的長程客機A340，向英國航空只有雙發動機的長程客機波音767和波音777挖苦，但此口號在2006年被取消，因為維珍航空已訂購了只有雙發動機的波音787，之後又訂購了空中巴士A350XWB。第二個4是指for，因為英語中four與for的音節相近。
Avoid The Q（摆脱Q）
為了推廣倫敦-香港-悉尼航線，便用此口號，而Q有雙重意思，指排隊（queue）和澳洲航空（Qantas），意即乘客可以使用維珍航空網上預辦登機服務，免受排隊和澳洲航空之苦。
Keep Discovering - Until You Find The Best（不断发现—直到找到最好的）
為了推廣倫敦-杜拜航線，便借用阿聯酋航空的口號"Keep Discovering"，並將它改裝成為自己的新口號，用來諷刺阿聯酋航空經常以「全球最佳航空公司」自居。
BA can't keep it (Concorde) up!（英航无法保留（协和）！）
當時英國航空把全數協和式客機退役，便用此口號挖苦英航。

## 服务理念

### 希思羅機場俱樂部會所休息室
維珍大西洋航空公司的飛機採用三艙配置：經濟艙、豪華艙（以前稱為豪華經濟艙) 和商務艙產品。 高級艙設有獨立的值機區、優先登機以及更寬的座位和更多的腿部空間。 高級艙設有可轉換為完全平躺床的座椅，並可使用司機駕駛室（位於倫敦希思羅機場稱為高級艙翼的私人登機區）。 維珍航空是第一家為所有艙位的所有乘客提供個人娛樂的航空公司。[需要引用]
該航空公司的飛行常客計劃被稱為「飛行俱樂部」。
維珍航空在全球運營 6 個名為「俱樂部會所」的休息室，分別位於倫敦希思羅機場、紐約肯尼迪機場、波士頓、華盛頓杜勒斯機場、舊金山和約翰內斯堡。它還在倫敦希思羅機場運營著「Revivals」抵達休息室。 乘坐豪華客艙的乘客和飛行俱樂部金卡會員均可使用這些設施。 如果適用，也歡迎商務艙乘客在出發前使用達美航空飛凡貴賓室。

### Skytrax 評估
- 2010年：四星級航空公司
- 2011年：三星級航空公司
- 2012年: 四星級航空公司
- 2013年: 四星級航空公司
- 2014年: 四星級航空公司
- 2015年: 四星級航空公司
- 2019年: 四星級航空公司

## 爭議

### 歧視中國人事件
2016年3月1日，中國大陸一名女子日前搭乘維珍航空VS250航班從倫敦飛往上海，途中遭一名疑似有精神障礙的男子飆罵「中國豬」與不雅字眼，女子向經濟艙空服員反映，经济舱的空服领班Nathan Smith卻大声的呵斥她不要和人吵架，否則就要把她趕下飛機。此名旅客事後向公司客訴，卻只得到官式回覆。該女並投書媒體，表示「身為一個中國人有生以來第一次受到的種族歧視在這裡發生了」，此事件維珍遭到許多中國網民的撻伐，並揚言抵制維珍。

## 外部連結
- 維珍航空網站 （页面存档备份，存于）
- . 經濟日報出版社. 2006. ISBN 979-962-67839-1-5 请检查|isbn=值 (帮助) （中文）.